# سواحلنا الإنجليزية
سواحلنا الإنجليزية هي لوحة زيتية للفنان الإنجليزي ويليام هنت رسمها في 1852.